# Храм Божией Матери Учительницы Молодёжи

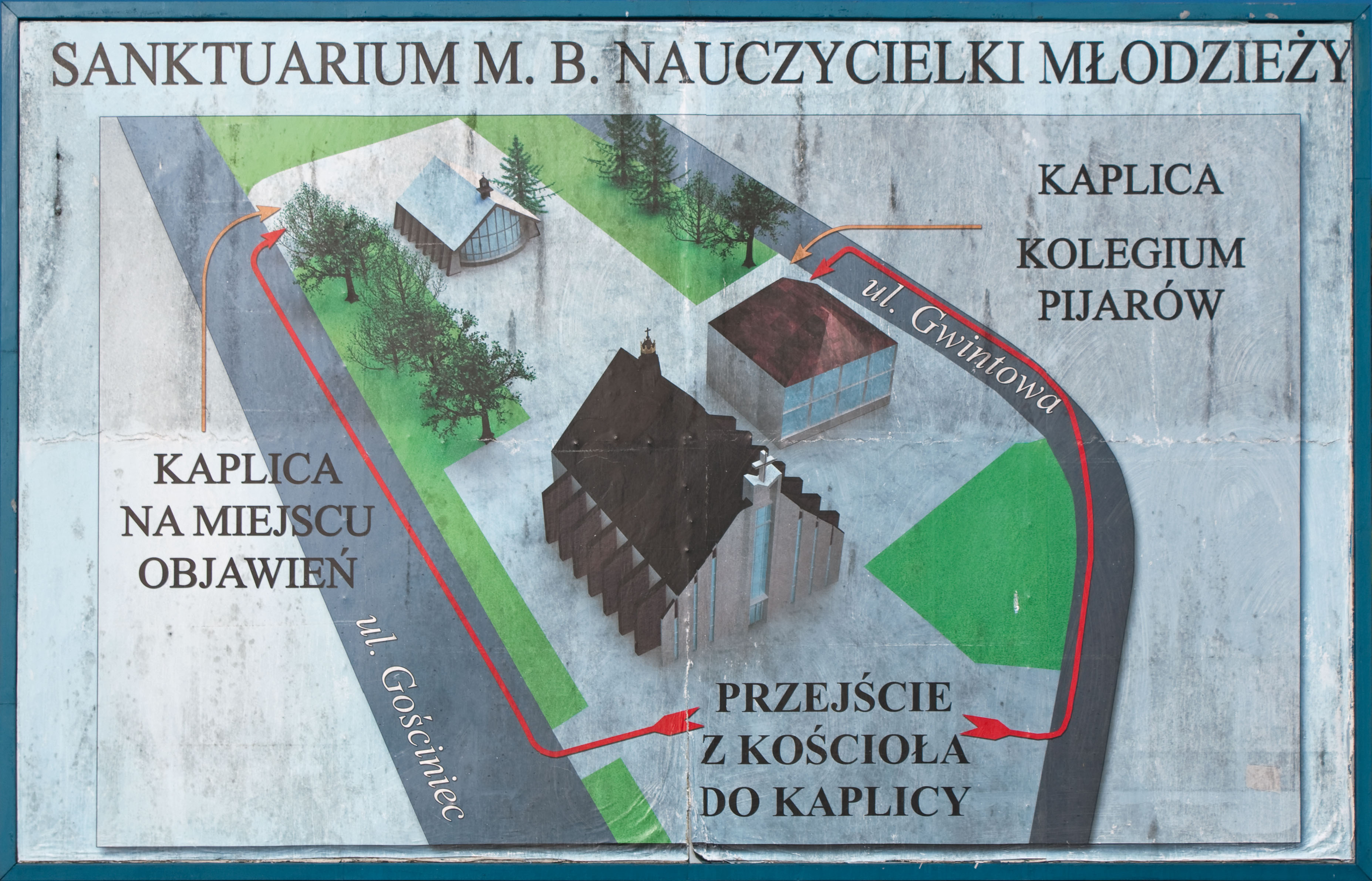
План паломнического центра

Храм Божией Матери Учительницы Молодёжи (пол. Sanktuarium Matki Bożej Nauczycielki Młodzieży) — католический паломнический комплекс, находящийся в дзельнице Секерки района Мокотува в Варшаве, Польша.

## История
Возникновение церкви Божией Матери Учительницы Молодёжи и паломнического центра связано с откровениями, которые переживала Владислава Фрончак с 1943 по 1949 гг. Когда Владиславе было 12 лет, он впервые 3 мая 1943 года испытала мистические ощущения, во время которых ей явились Иисус Христос и Дева Мария, которая призвала её соблюдать десять заповедей и построить храм в Секерках. Владислава Фрончак получала подобные откровения до 15 сентября 1949 года.
По словам Владиславы Фрончак, Дева Мария неоднократно являлась возле вишнёвого дерева. Возле этого дерева стали собираться верующие и вскоре возле него возникла небольшая часовня. Во время Варшавского восстания часовня была разрушена. В 1946 году на месте разрушенной часовни была построена новая часовня большего размера. Эта часовня была освящена 8 мая 1949 года. Часовня несколько раз перестраивалась. 3 мая 1977 года в ней была совершена первая месса. С января 1980 года в ней стали совершаться регулярные католические богослужения, за которые отвечали монахи из монашеского ордена пиаристов.
C 1984 года при часовне стал строиться монастырь пиаристов и паломнический центр под руководством польского архитектора Януша Тофиля.
15 августа 1988 года в строящемся паломническом центре был зарегистрирован приход Пресвятой Девы Марии Королевы исповедников. 17 сентября 1994 года церковь была освящена примасом Польши Юзефом Глемпом.